# Руско-византијски рат (1043)
Руско-византијски рат вођен је 1043. године између Византијског царства и Кијевске Русије. У овом рату Руси су четврти пут покушали да заузму Цариград, али је напад успешно одбијен. Рат је завршен победом Византије.

## Руско-византијски односи
Везе Византинаца и Руса отпочеле су у 9. веку и следећа два столећа углавном су обележене како жељом Руса да освоје Цариград, тако и веома разгранатим трговачким везама. Четири пута Руси су насртали на византијску престоницу - 860, 907, 941 и 1043. године - и исто толико пута су били поражени. Међудржавни уговори који су склопљени 911. и 944. године уређивали су трговинске везе између два народа. Руски трговци у Византију су углавном доносили оне производе које Царство није имало, као што су крзно (дабар, самур, хермелин, црна лисица и веверица), восак, мед, а одатле су у своју земљу односили превасходно раскошне производе - злато, свилене тканине, воће, вино и разни накит - за владарски двор и великаше.

## Повод за рат
Последњи пут Руси су покушали да заузму Цариград 1043. године. Повод за овај поход био је необичан, али и веома животан. На пијаци у Цариграду дошло је до свађе између руских и византијских трговаца. У расправи која је убрзо попримила обележја физичког обрачуна, убијен је један Рус. Чињеница да је била реч о врло угледном дошљаку из Кијевске Русије дала је нарочиту тежину овом непријатном случају с пијаце у византијској престоници и додатно оптеретила односе Цариграда и Кијева.

## Почетак рата
Русија је свој одговор довела у везу са давнашњим сном да једноставно освоји велеград на Босфору, па је отпочела напад на најјачу тврђаву средњовековног света. Кијевски владар Јарослав Мудри (1019—1054) опремио је флоту од четири стотине бродова и ставио је под команду свог старијег сина Изјаслава, новгородског кнеза. Нарочито за ову прилику, трупе су сакупљене у Скандинавији, чијим је житељима ратовање било попут матерњег језика, те је напад попримио застрашујуће одлике познатих викиншких пљачкашких похода.
Овога пута је затајила иначе веома поуздана византијска обавештајна служба која је у сличним приликама увек успевала да благовремено сазна одакле прети опасност и о томе обавести цариградску владу. Служби су овога пута промакле опсежне припреме Руса за напад, као и њихово приближавање Константинопољу. Упркос томе, византијски одговор уследио је на време и био је крајње делотворан и свиреп.

## Опсада Цариграда
Руси су изненадили Византинце и појавили су се на северном улазу у Босфор. Без оклевања, василевс Константин IX Мономах (1042—1055) на брзину је сакупио византијску флоту и кренуо у сусред руском бродовљу. У таквим околностима, наравно, сукоб се више није могао избећи. Претходно је византијски цар наредио да се из предострожности утамничи и протера сваки руски трговац у Цариграду, као и сви руски најамници у престоници. Постојала је сумња да они подражавају нападе и чак сарађују с њима. У том тренутку, византијској влади је било од споредног значаја да ли је оваква сумња основана или није.
У поморској бици која се водила надомак улаза у Босфор, византијска морнарица потпуно је сатрла руску флоту. Дошљаци са севера потучени су захваљујући здруженом учинку грчке ватре, за коју нису имали одговарајућу одбрану, буре и подмуклих воденик струја у морском теснацу који одваја тло Европе од копна Мале Азије, а знаних само Византинцима. Руски губици били су толики да се поморска битка претворила у прави покољ. Осим тога, многобројним руским заробљеницима је за одмазду одсечена десница, а онда су те руке, као прекор и опомена свакоме ко се усуди да устане против поретка устројеног од Бога, јавно изложене на зидинама Цариграда. Податке о овој бици сазнајемо из дела савременика Михаила Псела.

## Крај рата
Победа руских бродова над једном византинском флотилом, близу обала Тракије, није имала никаквог утицаја на коначни исход овог рата. Да руски пораз буде потпун допринело је заробљавање великог броја војника који су покушали да се копном врате кући, али су им византински одреди препречили пут и осујетили њихову намеру. Осам стотина Руса доведено је у Цариград где их је сачекала казна која је три деценије раније, после битке на Беласици 1014. године, снашла Самуилове војнике; били су немилосрдно ослепљени и на тај начин је окончан овај рат

## Последице
После ослепљења војника уследили су дуготрајни преговори и 1046. године склопљен је мировни споразум по ком су преостали руски заробљеници пуштени кући. Том приликом или можда нешто касније је утаначено да једна византинска принцеза, вероватно ћерка цара Константина Мономаха, пође за Всеволода, млађег сина кијевског кнеза Јарослава Мудрог. Дете рођено у овом браку 1053. године, Владимир Мономах, истакнута је личност руске средњовековне историје; био је успешан државник, велики кијевски кнез (1113—1125), а остао је упамћен и као даровит писац.